# Aeroporti in Repubblica Ceca
La seguente è una lista degli aeroporti civili e militari in Repubblica Ceca:

## Aeroporti internazionali
| Aeroporto                   | Città        | ICAO | IATA | Coordinate              |
| Aeroporto di Brno-Turany    | Brno         | LKTB | BRQ  | 49.1536°N 16.6907°E     |
| Aeroporto di Karlovy Vary   | Karlovy Vary | LKKV | KLV  | 50.203056°N 12.915°E    |
| Aeroporto di Ostrava-Mošnov | Ostrava      | LKMT | OSR  | 49.696292°N 18.111053°E |
| Aeroporto di Pardubice      | Pardubice    | LKPD | PED  | 50.013419°N 15.738647°E |
| Aeroporto di Praga-Ruzyně   | Praga        | LKPR | PRG  | 50.100833°N 14.26°E     |

## Aeroporti minori
| Aeroporto                            | Città                   | ICAO | IATA | Coordinate              |
| Aeroporto di Benešov                 | Benešov                 | LKBE |      | 49.740833°N 14.644722°E |
| Aeroporto di Bohuňovice              | Bohuňovice              | LKBO |      | 49.670556°N 17.295°E    |
| Aeroporto di Breclav                 | Břeclav                 | LKBA |      | 48.790833°N 16.8925°E   |
| Aeroporto di Broumov                 | Broumov                 | LKBR |      | 50.561944°N 16.342778°E |
| Aeroporto di Česká Lípa              | Česká Lípa              | LKCE |      | 50.7094°N 14.5667°E     |
| Aeroporto di Bubovice                | Bubovice                | LKBU |      | 49.9741°N 14.1771°E     |
| Aeroporto di Chomutov                | Chomutov                | LKCH |      | 50.468889°N 13.468056°E |
| Aeroporto di Chotěboř                | Chotěboř                | LKCT |      | 49.685799°N 15.6761°E   |
| Aeroporto di Chrudim                 | Chrudim                 | LKCR |      | 49.936389°N 15.780556°E |
| Aeroporto di Dvůr Králové nad Labem  | Dvůr Králové nad Labem  | LKDK |      | 50.414167°N 15.836944°E |
| Aeroporto di Erpužice                | Erpužice                | LKER |      | 49.802778°N 13.038056°E |
| Aeroporto di Frýdlant                | Frýdlant                | LKFR |      | 49.589444°N 18.379167°E |
| Aeroporto di Havlíčkův Brod          | Havlíčkův Brod          | LKHB |      | 49.597222°N 15.549167°E |
| Aeroporto di Hodkovice nad Mohelkou  | Hodkovice nad Mohelkou  | LKHD |      | 50.657222°N 15.077778°E |
| Aeroporto di Holešov                 | Holešov                 | LKHO | GTW  | 49.314444°N 17.568889°E |
| Aeroporto di Hořice                  | Hořice                  | LKHC |      | 50.357222°N 15.576667°E |
| Aeroporto di Hořovice                | Hořovice                | LKHV |      | 49.848099°N 13.8935°E   |
| Aeroporto di Hosín                   | Hosín                   | LKHS |      | 49.040001°N 14.495°E    |
| Aeroporto di Hradec Králové          | Hradec Králové          | LKHK |      | 50.2532°N 15.845228°E   |
| Aeroporto di Hranice                 | Hranice                 | LKHN |      | 49.546111°N 17.704444°E |
| Aeroporto di Jaroměř                 | Jaroměř                 | LKJA |      | 50.331389°N 15.953889°E |
| Aeroporto di Jičín                   | Jičín                   | LKJC |      | 50.43°N 15.333056°E     |
| Aeroporto di Jihlava                 | Jihlava                 | LKJI |      | 49.419444°N 15.635278°E |
| Aeroporto di Jindřichův Hradec       | Jindřichův Hradec       | LKJH |      | 49.150833°N 14.971667°E |
| Aeroporto di Kladno                  | Kladno                  | LKKL |      | 50.112778°N 14.089722°E |
| Aeroporto di Klatovy                 | Klatovy                 | LKKT |      | 49.418333°N 13.321944°E |
| Aeroporto di Kolin                   | Kolín                   | LKKO |      | 50.001944°N 15.173333°E |
| Aeroporto di Křižanov                | Křižanov                | LKKA |      | 49.368333°N 16.116111°E |
| Aeroporto di Křiženec                | Křiženec                | LKKC |      | 49.870556°N 12.7725°E   |
| Aeroporto di Krnov                   | Krnov                   | LKKR |      | 50.0741°N 17.6944°E     |
| Aeroporto di Kroměříž                | Kroměříž                | LKKM |      | 49.285556°N 17.415833°E |
| Aeroporto di Kunovice                | Kunovice                | LKKU | UHE  | 49.029444°N 17.439722°E |
| Aeroporto di Kyjov                   | Kyjov                   | LKKY |      | 48.98°N 17.124722°E     |
| Aeroporto di Letkov                  | Letkov                  | LKPL |      | 49.723056°N 13.452222°E |
| Aeroporto di Letnany                 | Letnany                 | LKLT |      | 50.131389°N 14.525556°E |
| Aeroporto di Liberec                 | Liberec                 | LKLB |      | 50.768333°N 15.025°E    |
| Aeroporto di Mariánské Lázně         | Mariánské Lázně         | LKMR |      | 49.922778°N 12.724722°E |
| Aeroporto di Medlanky                | Medlanky                | LKCM |      | 49.2374°N 16.5545°E     |
| Aeroporto di Mikulovice              | Mikulovice              | LKMI |      | 50.301667°N 17.2975°E   |
| Aeroporto di Mladá Boleslav          | Mladá Boleslav          | LKMB |      | 50.398333°N 14.898333°E |
| Aeroporto di Mnichovo Hradiště       | Mnichovo Hradiště       | LKMH |      | 50.540211°N 15.006592°E |
| Aeroporto di Moravská Třebová        | Moravská Třebová        | LKMK |      | 49.7971°N 16.6875°E     |
| Aeroporto di Most                    | Most                    | LKMO |      | 50.525°N 13.683056°E    |
| Aeroporto di Mostkovice              | Mostkovice              | LKSB |      | 49.486111°N 17.055556°E |
| Aeroporto di Nové Město nad Metují   | Nové Město nad Metují   | LKNM |      | 50.364167°N 16.113611°E |
| Aeroporto di Olomouc                 | Olomouc                 | LKOL |      | 49.587778°N 17.210833°E |
| Aeroporto di Otrokovice              | Otrokovice              | LKOT |      | 49.198333°N 17.517778°E |
| Aeroporto di Panenský Týnec          | Panenský Týnec          | LKPC |      | 50.306111°N 13.934167°E |
| Aeroporto di Plasy                   | Plasy                   | LKPS |      | 49.920278°N 13.376944°E |
| Aeroporto di Plzeň-Lině              | Plzeň                   | LKLN |      | 49.675172°N 13.274617°E |
| Aeroporto di Podhořany u Ronova      | Podhořany u Ronova      | LKPN |      | 49.939167°N 15.549722°E |
| Aeroporto di Polička                 | Polička                 | LKPA |      | 49.739444°N 16.258889°E |
| Aeroporto di Příbram                 | Příbram                 | LKPM |      | 49.718625°N 14.096964°E |
| Aeroporto di Přibyslav               | Přibyslav               | LKPI |      | 49.580556°N 15.762778°E |
| Aeroporto di Prostějov               | Prostějov               | LKPJ |      | 49.447778°N 17.133889°E |
| Aeroporto di Rakovník                | Rakovník                | LKRK |      | 50.094167°N 13.688889°E |
| Aeroporto di Raná                    | Raná                    | LKRA |      | 50.403889°N 13.751944°E |
| Aeroporto di Roudnice nad Labem      | Roudnice nad Labem      | LKRO |      | 50.410556°N 14.226111°E |
| Aeroporto di Sazená                  | Sazená                  | LKSZ |      | 50.324722°N 14.258889°E |
| Aeroporto di Skuteč                  | Skuteč                  | LKSK |      | 49.827778°N 16.005833°E |
| Aeroporto di Slaný                   | Slaný                   | LKSN |      | 50.216667°N 14.088611°E |
| Aeroporto di Soběslav                | Soběslav                | LKSO |      | 49.246667°N 14.713611°E |
| Aeroporto di Staňkov                 | Staňkov                 | LKSA |      | 49.566667°N 13.048611°E |
| Aeroporto di Strakonice              | Strakonice              | LKST |      | 49.351667°N 13.892778°E |
| Aeroporto di Strunkovice nad Blanicí | Strunkovice nad Blanicí | LKSR |      | 49.0825°N 14.075833°E   |
| Aeroporto di Šumperk                 | Šumperk                 | LKSU |      | 49.960556°N 17.017778°E |
| Aeroporto di Tábor                   | Tábor                   | LKTA |      | 49.391111°N 14.708333°E |
| Aeroporto di Točná                   | Točná                   | LKTC |      | 49.985278°N 14.425556°E |
| Aeroporto di Toužim                  | Toužim                  | LKTO |      | 50.086389°N 12.952778°E |
| Aeroporto di Ústí nad Labem          | Ústí nad Labem          | LKUL |      | 50.699722°N 13.969722°E |
| Aeroporto di Ústí nad Orlicí         | Ústí nad Orlicí         | LKUO |      | 49.978611°N 16.426389°E |
| Aeroporto di Velké Poříčí            | Velké Poříčí            | LKVP |      | 50.467778°N 16.205556°E |
| Aeroporto di Vlašim                  | Vlašim                  | LKVL |      | 49.728889°N 14.878889°E |
| Aeroporto di Vodochody               | Vodochody               | LKVO |      | 50.216581°N 14.395806°E |
| Aeroporto di Vrchlabí                | Vrchlabí                | LKVR |      | 50.624167°N 15.646389°E |
| Aeroporto di Vyškov                  | Vyškov                  | LKVY |      | 49.300278°N 17.025278°E |
| Aeroporto di Vysoké Mýto             | Vysoké Mýto             | LKVM |      | 49.926944°N 16.185833°E |
| Aeroporto di Zábřeh                  | Zábřeh                  | LKZA |      | 49.928333°N 18.078333°E |
| Aeroporto di Žamberk                 | Žamberk                 | LKZM |      | 50.083889°N 16.443889°E |
| Aeroporto di Žatec-Macerka           | Žatec                   | LKZD |      | 50.3175°N 13.512778°E   |
| Aeroporto di Zbraslavice             | Zbraslavice             | LKZB |      | 49.814167°N 15.201667°E |
| Aeroporto di Znojmo                  | Znojmo                  | LKZN |      | 48.817778°N 16.065833°E |

## Aeroporti militari
| Aeroporto                       | Città              | ICAO | IATA | Coordinate              |
| Aeroporto di Čáslav             | Čáslav             | LKCV |      | 49.9402°N 15.3828°E     |
| Aeroporto di České Budějovice   | České Budějovice   | LKCS |      | 48.947°N 14.43°E        |
| Aeroporto di Kbely              | Kbely              | LKKB |      | 50.121367°N 14.543642°E |
| Aeroporto di Náměšť nad Oslavou | Náměšť nad Oslavou | LKNA |      | 49.165833°N 16.124925°E |
| Aeroporto di Přerov             | Přerov             | LKPO | PRV  | 49.425833°N 17.404722°E |

## Fonti
- The Airport Guide.com, su the-airport-guide.com (archiviato dall'url originale il 4 febbraio 2012).
- Flight Stats.com, su flightstats.com (archiviato dall'url originale il 27 novembre 2011).
- Our Airports.com, su ourairports.com.
- Falling Rain.com, su fallingrain.com.